# University of Maryland, College Park Women's Volleyball
La University of Maryland, College Park Women's Volleyball è la squadra di pallavolo femminile appartenente alla University of Maryland, College Park, con sede a College Park (Maryland): milita nella Big Ten Conference della NCAA Division I.

## Storia
La squadra di pallavolo femminile della University of Maryland, College Park viene fondata nel 1971 da Barb Drum. Nei primi anni di attività partecipa in diverse occasioni al torneo AIAW Division I, finché nel 1981 si trasferisce nella NCAA Division I, affiliandosi alla Atlantic Coast Conference. 
Nel 1988 si apre l'era di Janice Kruger al timone delle Terrapins e in questo ventennio arrivano i primi risultati di rilievo, come due titoli di conference (1990 e 1996) e quattro partecipazioni alla post-season, chiuse sempre ai primi due turni. Col nuovo millennio il programma centra altri tre titoli ACC e altrettante partecipazioni al tornei NCAA, senza mai spingersi oltre il secondo turno, tra il 2003 e il 2005.
Nel 2008 il ruolo di allenatore viene assegnato a Tim Horsmon e durante l'ultimo anno della sua gestione, precisamente nel 2013, le Terrapins emigrano nella Big Ten Conference. Dopo un quadriennio con al timone Steve Aird, nel 2018 il programma passa nelle mani di Adam Hughes.

## Record
| Piazzamento          |   | Edizione                                                  |
| -------------------- | - | --------------------------------------------------------- |
| Tornei NCAA          | 7 | Secondo turno: 5 1996, 1997, 2003, 2004, 2005             |
| Tornei NCAA          | 7 | Primo turno: 2 1990, 1995,                                |
| Titoli di conference | 5 | Atlantic Coast Conference: 5 1990, 1996, 2003, 2004, 2005 |

## Conference
- Atlantic Coast Conference: 1981-2013
- Big Ten Conference: 2014-

## Allenatori
- Barb Drum: 1971-1987
- Janice Kruger: 1988-2007
- Tim Horsmon: 2008-2013
- Steve Aird: 2014-2017
- Adam Hughes: 2018-